# Krugerdag

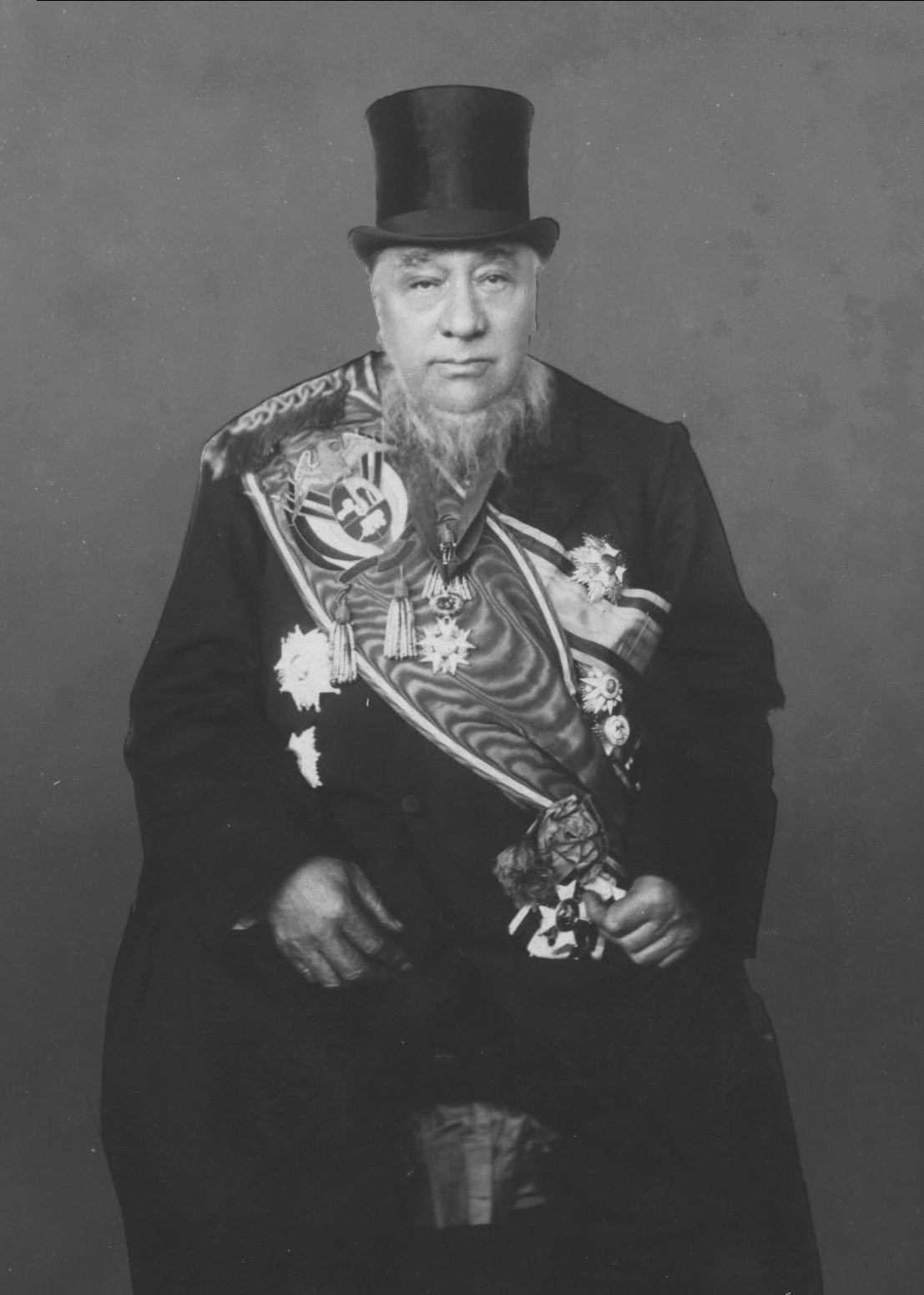
Paul Kruger

Krugerdag of Heldendag (Afrikaans: Heldedag) was een nationale feestdag van Zuid-Afrika die jaarlijks op 10 oktober gevierd werd van 1882 tot 1899 en daarna weer van 1952 tot 1993. De dag is vernoemd naar Boerenleider en president van de Zuid-Afrikaansche Republiek, Paul Kruger.

## Geschiedenis
Krugerdag werd voor het eerst gevierd in 1882, tijdens Krugers presidentschap onder het Driemanschap. Kruger werd zoveel gerespecteerd dat besloten werd om zijn verjaardag te vieren met een feestmaal. Het jaar daarna werd de dag ingesteld als nationale feestdag.
Met het verlies van de Tweede Boerenoorlog en de annexatie van de Zuid-Afrikaansche Republiek door het Verenigd Koninkrijk werd de feestdag door de overheid niet meer erkend als officieel, maar nog altijd gevierd door sommige Afrikaners.
Een paar jaar na de verkiezingsoverwinning van de Nasionale Party werd de feestdag opnieuw ingevoerd als Heldendag en jaarlijks van 1952 tot 1993 gevierd. Met de verkiezing van het ANC in 1994 werd Krugerdag echter voor de tweede maal niet meer erkend door de overheid, maar net als de keer daarvoor nog altijd gevierd door sommige Afrikaners.